# Cecilioides dalmatina
Cecilioides dalmatina is een slakkensoort uit de familie van de Ferussaciidae. De wetenschappelijke naam van de soort is voor het eerst geldig gepubliceerd in 1912 door A.J. Wagner.